# Komlovszki Tibor
Komlovszki Tibor (Szentes, 1929. június 14. – Budapest, 1996. június 27.) irodalomtörténész, szerkesztő.

## Élete
A budapesti Szent István Gimnáziumban kezdte középiskolai tanulmányait, majd 1944-től a hatodik osztálytól Hódmezővásárhelyen, a Bethlen Gábor Gimnáziumban folytatta, ahol ebben az időben Németh László tanította az irodalmat. Ott érettségizett 1947-ben. 1952-ben magyar-történelem szakos középiskolai tanári diplomát szerzett a Budapesti Egyetemen. Kandidátusi fokozatát 1991-ben szerezte, az irodalomtudomány doktora címmel 1993-ban ismerték el.
1953-1969 között az Eötvös Loránd Tudományegyetem régi magyar irodalomtörténeti tanszékén tanított, 1969-től haláláig a Magyar Tudományos Akadémia Irodalomtudományi Intézetének munkatársa, majd főmunkatársa, 1994-től már nyugdíjasként. A Miskolci Bölcsész Egyesület oktatója volt.
Hódmezővásárhelyen nyugszik szülei mellett.
1954-től részt vett az Irodalomtörténeti Közlemények szerkesztésében, 1971-től, 25 éven át felelős szerkesztőként. Kutatási területe a magyar irodalom reneszánsz vonulata, elsősorban Balassi Bálint és Rimay János költészetével foglalkozott. Szerkesztette a Reneszánsz füzetek című sorozatot. Forráskiadói tevékenysége is értékes, számos betűhív szövegkiadása jelent meg (Heltai Gáspár, Janus Pannonius, Apor Péter), köztük több bibliofil (miniatűr) kiadványban.

## Elisméresi
- 1989 Toldy Ferenc-díj

## Művei
- 1956 Adalékok Ady és a régi magyar költői nyelv kérdéséhez. Irodalomtörténet.
- 1976 Régi Magyar Költők Tára. XVII. századi sorozat 8. kötet. Budapest. (tsz. Stoll Béla)
- 1979 A régi magyar vers. Budapest.
- 1990 A kuruc kor költészete 1-2. Budapest. (szerk.)
- 1992 A Balassi-vers karaktere. Budapest.